# سنيحة (اسم)
سنيحة هو اسم علم مؤنث من أصل عربي، ومعناه هو الترفيهت النعمة الهبة الهدية وكل ما تنعم به على الآخرين.

## وصلات خارجية
- موسوعة السلطان قابوس لأسماء العرب نسخة محفوظة 5 أبريل 2019 على موقع واي باك مشين.